# Evolvulus rotundifolius
Evolvulus rotundifolius là một loài thực vật có hoa trong họ Bìm bìm. Loài này được (S. Watson) Hallier f. mô tả khoa học đầu tiên năm 1893.